# Desert Eagle
Die Desert Eagle ist eine halbautomatische Single-Action-Pistole, die auf dem Funktionsprinzip eines Gasdruckladers mit Drehkopfverschluss basiert. Sie wurde von Magnum Research (USA) entwickelt, die Fertigung ab 1985 übernahm zunächst IMI (Israel Military Industries). Die Waffe ist seit 1990 im Kaliber .50 AE lieferbar. Von 1995 bis 1998 wurde sie bei Saco Defense (USA) hergestellt, seitdem war IMI (Israel Military Industries) der Hersteller.
Mittlerweile produziert IMI keine Desert-Eagle-Pistolen für den zivilen Markt mehr; dieser wird nun ausschließlich von der Firma Magnum Research bedient.
Die Desert Eagles aus israelischer Fertigung sind heute unter Kennern gefragt, da ihre Polygonläufe den Ruf haben, präziser zu sein als die der Pistolen aus US-Fertigung. Beim Finish hingegen bedürfen israelische Desert Eagles sehr viel Pflege und müssen komplett eingeölt gelagert werden, da ansonsten selbst Fingerabdrücke schon nach kurzer Zeit braune „Prints“ bilden. Dies ist darauf zurückzuführen, dass IMI die Waffen aus ihrer Produktion brünierte, ohne die Oberfläche anschließend noch einmal sorgfältig zu polieren. Die dadurch im Vergleich zu den US-Varianten recht grobporige Beschichtung nimmt aggressiven Handschweiß besonders intensiv auf, was sie u. a. auch sehr anfällig für Flugrost macht, welcher sich aber mit einem mit Waffenöl getränkten Lappen i. d. R. auch leicht wieder entfernen lässt. 
IMI produzierte die Desert Eagle ausschließlich in Schwarz und Chrom, während Magnum Research schon sehr früh Modelle in den unterschiedlichsten Farben und Beschichtungen anbot.

## Allgemeines

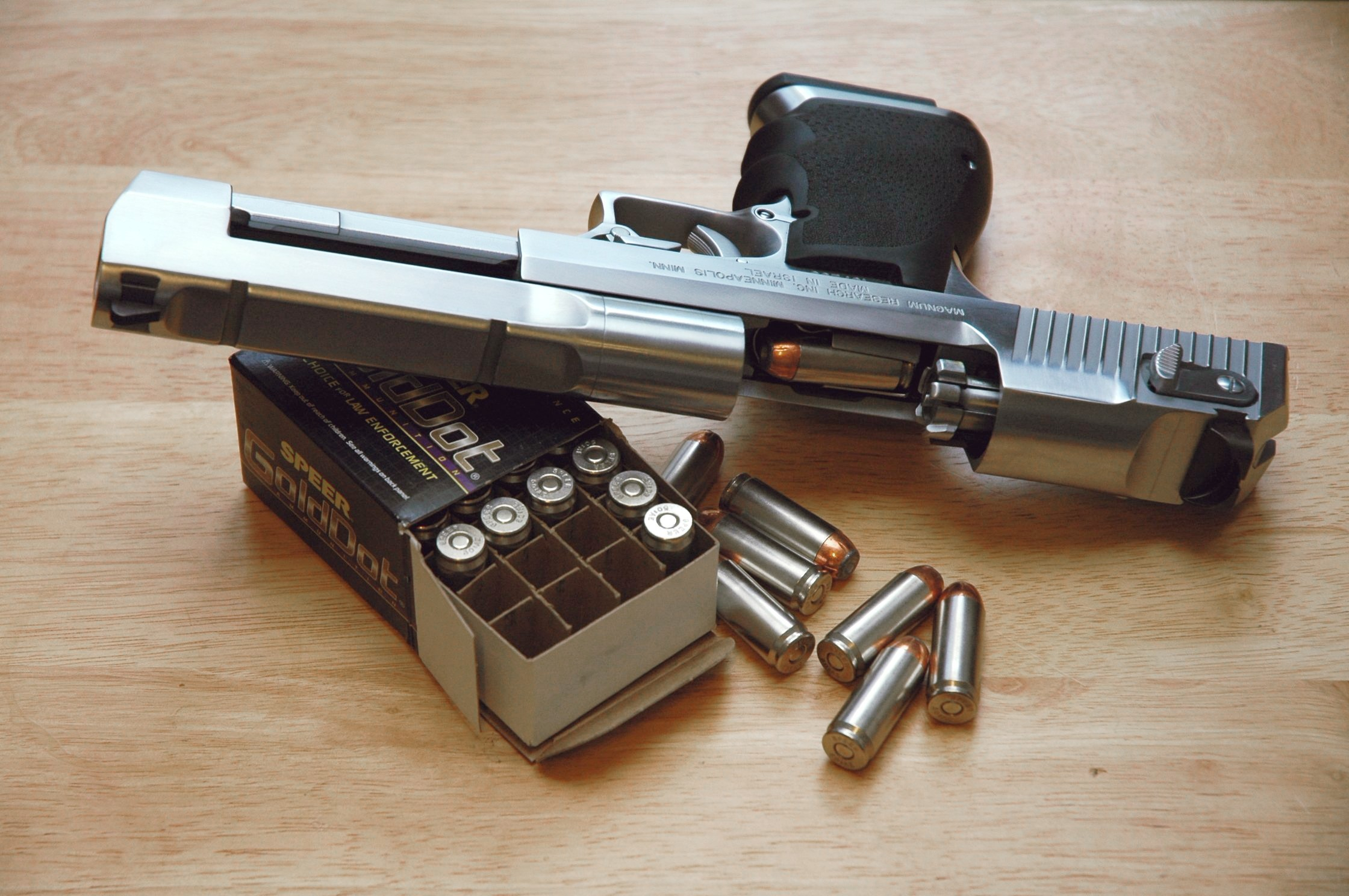
Die Desert Eagle ist eine der wenigen Pistolen mit Drehkopfverschluss

Es gibt drei verschiedene Versionen der Desert Eagle: Mark I, Mark VII und Mark XIX. Die Mark I und VII werden nicht mehr hergestellt. Die Mark I wurde in den Kalibern .357 Magnum und .44 Magnum produziert, die Mark VII zusätzlich in .41 Magnum. Die am häufigsten verwendete Mark XIX gibt es in .357 Magnum, .44 Magnum und .50 Action Express. Es wurde auch eine Version in .440 CorBon angeboten, deren Produktion aber ebenso wie die der .41 Magnum nach geringen Fertigungszahlen auslief. Im Sonderkaliber .357 / 44 Bain & Davis wurden ab 1989 jeweils nur 1000 Stück gefertigt. Durch den Austausch von Lauf, Magazin, Schlitten oder Drehkopfverschluss und Schließfeder können mit einer Waffe alle verfügbaren Kaliber verschossen werden. Die übliche Lauflänge beträgt sechs Zoll, es sind aber auch Zehn- und Vierzehn-Zoll-Läufe erhältlich, alle Varianten sind Polygonläufe.
Die Desert Eagle wird mit einem herausnehmbaren Magazin geladen, wie es auch bei anderen modernen Selbstladepistolen üblich ist. Wegen der Größe der Patronen sind die Magazine einreihig, wodurch ihre Kapazität verglichen mit Waffen wie z. B. der SIG Sauer P226 (Kaliber 9 × 19 mm, 15 Patronen) stark begrenzt ist. Die Magazinkapazität beträgt für Kaliber .357 Magnum 9 Patronen, für Kaliber .44 Magnum 8 Patronen und für Kaliber .50 AE (Action Express) 7 Patronen.
In Europa wird Magnum Research von der Waffen Ferkinghoff GmbH & Co. KG vertreten.

## Verwendung
Die Desert Eagle ist für sportliche Zwecke und für die Jagd geeignet. In Deutschland wird sie jagdlich als Fangschusswaffe eingesetzt. Wegen ihrer Größe und Wuchtigkeit wird sie oft in Filmen eingesetzt und steht in vielen Computerspielen wie Counter-Strike, Tomb Raider oder Max Payne zur Auswahl, was sie über die Waffenszene hinaus bekannt machte. Als tatsächliche Dienstwaffe kommt sie dagegen kaum zum Einsatz. Gründe sind das Gewicht, der hohe Preis von Waffe und Munition, die geringe Magazinkapazität, die für solche Zwecke unpraktische Größe und die aus dem komplexen Aufbau resultierende geringere Zuverlässigkeit als bei anderen Pistolen.

## Versionen
Wesentliche technische Unterschiede und Übereinstimmungen der einzelnen Desert-Eagle-Versionen:

### Desert Eagle Mk I – Mk VII – Mk XIX
Alle Desert-Eagle-Versionen verwenden das gleiche Griffstück.
Es ist also möglich, das vollständige Wechselsystem aus Lauf und komplettem Verschluss einer Desert Eagle Mk XIX auf dem Griffstück einer Mk VII oder Mk I oder auch umgekehrt zu verwenden. Die Verschlussköpfe der Mk XIX sind nicht mit denen der Mk I oder Mk VII austauschbar.

### Desert Eagle Mk I – Mk VII

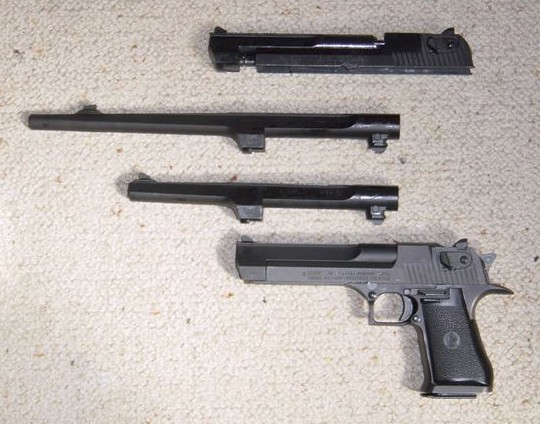
Desert Eagle Mk VII .44 Magnum mit Wechselläufen 10 und 14 Zoll und einem Wechselsystem .357 Magnum mit 6-Zoll-Lauf

Diese Pistolen sind weitgehend identisch. Läufe und Verschlüsse sind austauschbar. Der wichtigste Unterschied zur MK XIX bei einem Kaliberwechsel von .357 Magnum zu .41 Magnum/.44 Magnum besteht darin, dass anders als bei der Mk XIX ein komplett neuer Verschluss erforderlich ist und es nicht ausreicht, nur den Verschlusskopf und den Lauf zu tauschen. Bei einem Wechsel von .41 Magnum zu .44 Magnum reicht ein Austausch des Laufes und des Verschlusskopfes.
Der größte Unterschied zwischen der Mk I und der Mk VII liegt in dem verwendeten Abzugssystem.
Der Abzug der Mk I lässt sich nicht verstellen, während der Abzug der Mk VII in Vorzug und Triggerstop einstellbar ist. Der Abzug der Mk VII lässt sich jedoch in der Mk I nachrüsten.
Die Kaliberpalette der MK-I- und Mk-VII-Pistolen umfasst .357 Magnum, .41 Magnum und .44 Magnum.
Die verfügbaren Lauflängen umfassten 6 Zoll, 10 Zoll und 14 Zoll für .357 Magnum und .44 Magnum.
Für .41 Magnum sind nur 6-Zoll- und 10-Zoll-Läufe bekannt. Jedoch sind nicht mehr alle Konfigurationen lieferbar und die Unterstützung durch den Hersteller nimmt weiter ab. Alle Mk-I- und Mk-VII-Läufe haben einen 3/8-Zoll-Schwalbenschwanz zur Aufnahme von optischen Zielgeräten.

### Desert Eagle Mk XIX

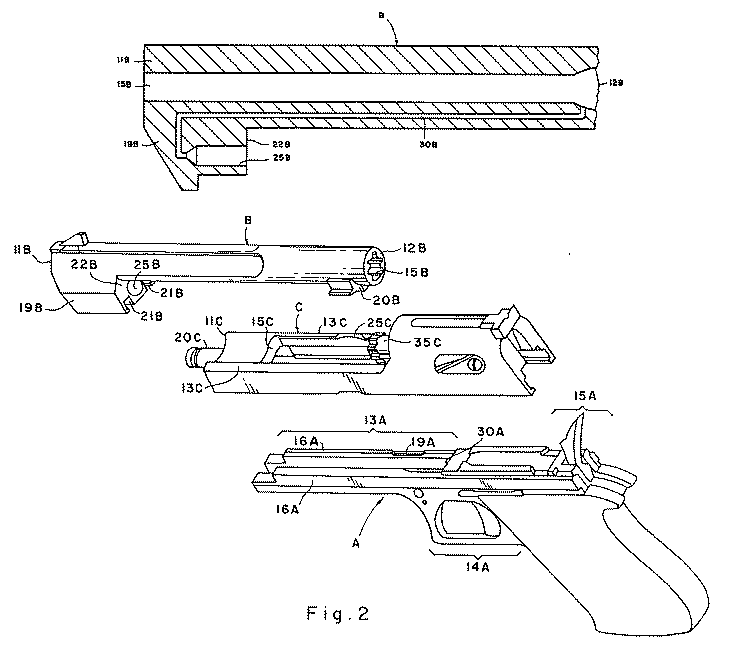
Risszeichnung

Die Desert-Eagle-Mk-XIX-Pistolen wurden in den Kalibern .357 Magnum, .44 Magnum, .440 Corbon und .50 AE hergestellt. Hergestellt werden nur noch .357 Magnum, .44 Magnum und .50 AE, seit 2018 ist auch das Kaliber .429 DE verfügbar.
Für einen beliebigen Kaliberwechsel wird im Unterschied zur Mk I oder Mk VII lediglich ein anderer Lauf und gegebenenfalls ein Verschlusskopf benötigt. Jedoch verwenden die Kaliber .44 Magnum, .440 Corbon und .50 AE den gleichen Verschlusskopf. Die Verschlüsse an sich sind breiter und massiver als bei der Mk I oder Mk VII gehalten und nicht mit den Verschlüssen der Mk I und Mk VII austauschbar, was auch mit dem breiteren Schwalbenschwanz in 7/8-Zoll-Ausführung mit zwei Querstegen zur Aufnahme von optischen Zielgeräten korrespondiert.
Die Läufe sind in Lauflängen von 6 Zoll oder 10 Zoll verfügbar.
In der Anfangsphase wurden die Pistolen im Kaliber .50 AE als Mk-VII-Konfiguration bezeichnet, obwohl sie technisch der neueren Mk-XIX-Konfiguration entspricht. Jede Pistole im Kaliber .50 AE ist also unabhängig von ihrer herstellerseitigen Bezeichnung eine Mk-XIX-Konfiguration.